# 静岡県立三島北高等学校
静岡県立三島北高等学校（しずおかけんりつ みしまきたこうとうがっこう、英: Shizuoka Prefectural Mishimakita High School）は、静岡県三島市文教町にある県立高等学校。

## 概要
1901年に田方郡立三島高等女学校として開校された。普通科設置。通称は北高、三北（さんきた）。高等女学校として開校し、全日制課程は戦後の一時期を除き一貫して女子校であったが、2004年度から男女共学となった。それに伴い野球部・サッカー部の新設が行われている。また、2007年度から特進クラスを設置している。
以前は定時制を併設していたが、2008年度に新設された静岡県立三島長陵高等学校への移管に伴い2010年度に閉科した。2018年度までの5年間はスーパーグローバルハイスクール (SGH) に指定されていた。現在はワールド・ワイド・ラーニング（WWL）コンソーシアム構築支援事業拠点校である。
ドラマのロケ地としても利用されていて、2014年に放送された『ごめんね青春!』（TBS系列）では、駒形大学付属三島高校として使用された。また、2017年に放送された『僕たちがやりました』（フジテレビ系列）では主人公が通う高校として使用された。そして、2024年に放送されたアイのない恋人たちの（テレビ朝日系列）、主人公が高校時代に通っていた学校として利用された。

## 生徒心得
- 本分を尽くす
  - 学業へ真摯な姿勢で挑む
  - 部活動、生徒会活動、ボランティア活動等への参加
  - 進路目標の実現
- 礼を正す
  - 美しい言葉遣いと礼儀正しい振る舞い
  - 快活な挨拶と会釈の励行
  - 服装、頭髪、身なりについて校則に従う
- 場を浄める
  - 身辺の美化と整頓
  - 毎日の清掃に取り組む
- 時を守る
  - 8時15分までに登校し、読書を行う
  - 授業開始前に席に着く

登校時間については、朝読書開始の8時10分までに登校していない生徒は指導の対象となるが、遅刻とみなされるのは8時20分までに登校しなかった生徒となる。

## 教育目標
- 豊かな人間性を培おう
- 確かな学力を身につけよう
- 健やかな心身を育てよう

## 沿革
- 1901年
  - 4月9日 - 静岡県田方郡立三島高等女学校として設立認可
  - 5月1日 - 開校小松宮御用邸（現楽寿園内）借用
- 1922年3月23日 - 郡制廃止と共に県立移管され、同年4月1日に静岡県立三島高等女学校と改称
- 1924年12月9日 - 三島市宮町3559番地に校舎を改築・移転
- 1930年6月3日 - 昭和天皇行幸[2]
- 1948年4月1日 - 学制改革により静岡県立三島第一高等学校と改称
- 1949年4月1日 - 静岡県立三島北高等学校と改称、男女共学校となる
- 1957年5月22日 - 三島市芝町の現在地に校舎本館を移築・移転
- 1966年1月1日 - 町名変更により三島市文教町1丁目3番18号となる
- 1993年3月19日 - 新校舎改築工事竣工
- 2004年4月1日 - 男女共学となる
- 2008年4月1日 - 定時課程の募集を停止し、入学者のすべてが全日課程生徒となる。特進クラスが設置される。入学者定員が240名から280名に増加。
- 2011年
  - 3月31日 - 定時課程閉課
  - 4月1日 - 入学者定員が280名から240名に減少。
- 2012年4月1日 - 入学者定員が再度280名へ増加。

## 学校施設
- 校舎
  - 南校舎（5階建、一部3階建。昇降口、第一体育館併設）
  - 北校舎（4階建。玄関、第二体育館併設）
- 体育館
  - 第一体育館（別名「新体育館」。南校舎、テニスコートに併設）
  - 第二体育館（別名「旧体育館」。北校舎に併設。）
- グラウンド（校舎北側）
- テニスコート（校舎南側、新体育館横）
- 紫苑荘（生活館）
- 紫苑の森（校舎南側）
- 弓道場（紫苑の森内）
- プール

校舎教室には、空調を完備している。

## アクセス
- JR東海道本線三島駅 徒歩7分
- 伊豆箱根鉄道駿豆線三島駅　徒歩10分
- JR御殿場線下土狩駅　徒歩22分　自転車８分

御殿場線利用者は、下土狩駅から学校まで自転車で通学する生徒もいる。

## 学校行事
紫苑祭と呼ばれる学園祭が体育の部（体育祭）文化の部（文化祭）として行われる。体育の部では2015年度まで男子組体操を行っていたが、危険防止のため色別対抗の創作ダンスとなった。またルームマッチ（球技大会）なども行われる。かつては校内合唱コンクールも行われていたが、2014年度より行われなくなっている。

## 部活動
- 運動部 - 弓道、剣道、水泳、体操、卓球、陸上、サッカー、バスケットボール、ソフトボール、野球、ソフトテニス、バレーボール
- 文化部 - 演劇、音楽、茶道、華道、書道、新聞、筝曲、美術、文芸、放送、郷土研究、英語ディベート、国際交流
- 同好会 - ハンドボール、軽音楽

## 高校関係者一覧

### 学校長・教職員
- 松下明子 - 校長

### 著名な出身者
- 冨士眞奈美（女優）
- 長山藍子（女優）
- 二宮さよ子（女優）
- 片岡啓子（声楽家）
- 有本香（ジャーナリスト）
- 加藤歩（元アナウンサー）
- 本多小百合（アナウンサー）
- 石山千華（アナウンサー）
- 池谷実悠（アナウンサー）[3]